# Обсерваторія Вайза

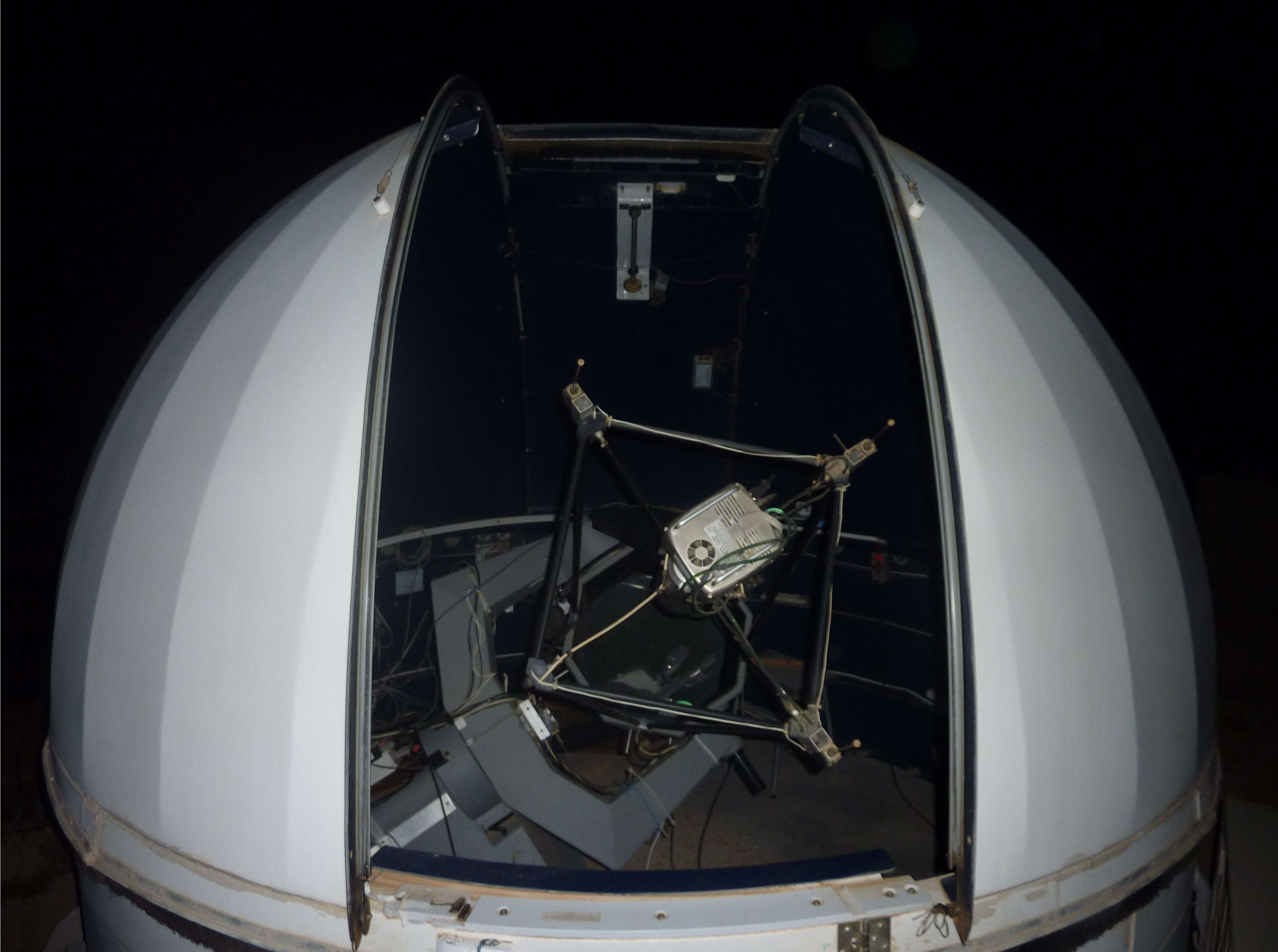
45-сантиметровий телескоп обсерваторії

Обсерваторія Вайза — астрономічна обсерваторія, заснована 1971 року в пустелі Негев, Ізраїль, на краю кратера Рамон на 5 км західніше від міста Міцпе-Рамон. Повна назва — «Обсерваторія Флоренції і Джорджа Вайза». Обсерваторія належить і керується Тель-Авівським університетом.